# Вайербарс
Вайербарс (от англ. wire ‘проволока’ и bar ‘слиток’) — заготовка из очищенной электролизом (рафинированной) меди или алюминия, обычно используемая для изготовления проволоки методом прокатки. Может изготовляться в виде отливок трапециевидного сечения по 85 кг или непрерывнолитых массой до 1 т. Требования к электропроводности — протянутая и отожжённая проволока длиной 1 км и площадью поперечного сечения 1 мм2 при 20°С должна иметь сопротивление не более 17,48 Ом.

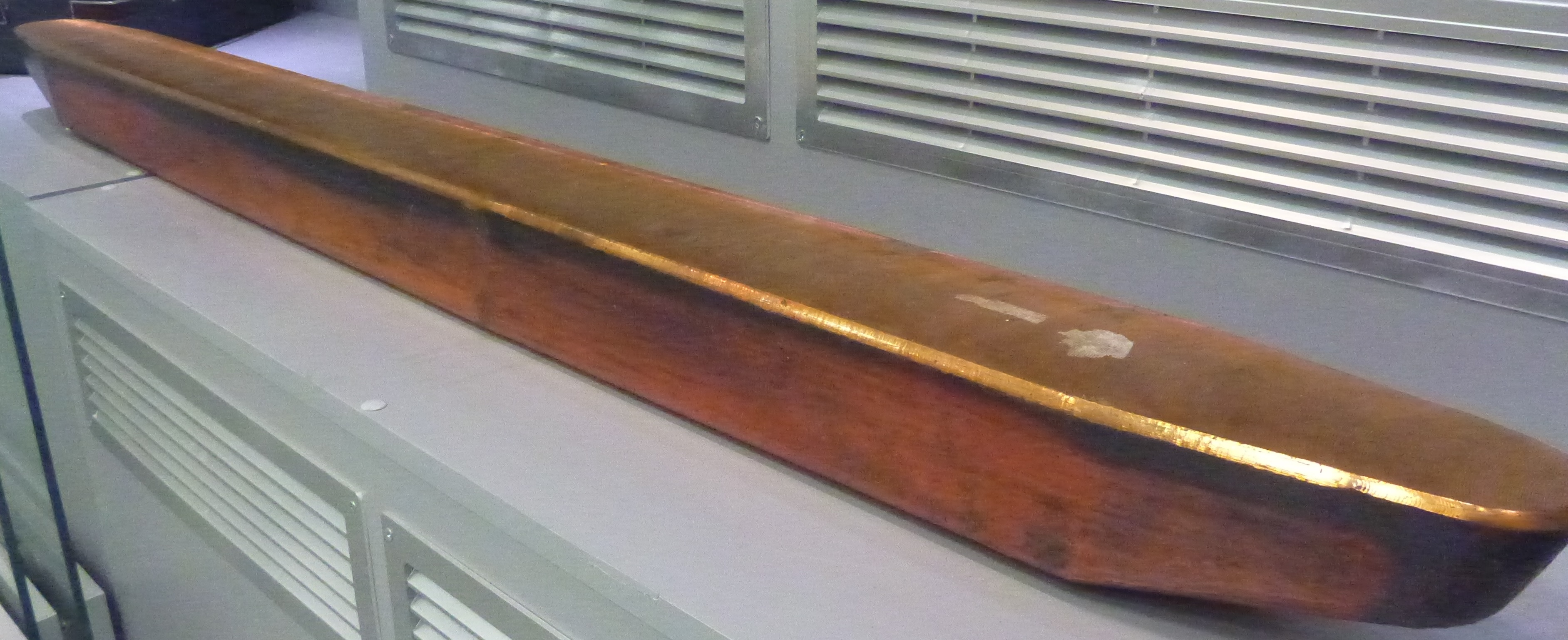
Вайербарс производства ОАО «Уралэлектромедь»
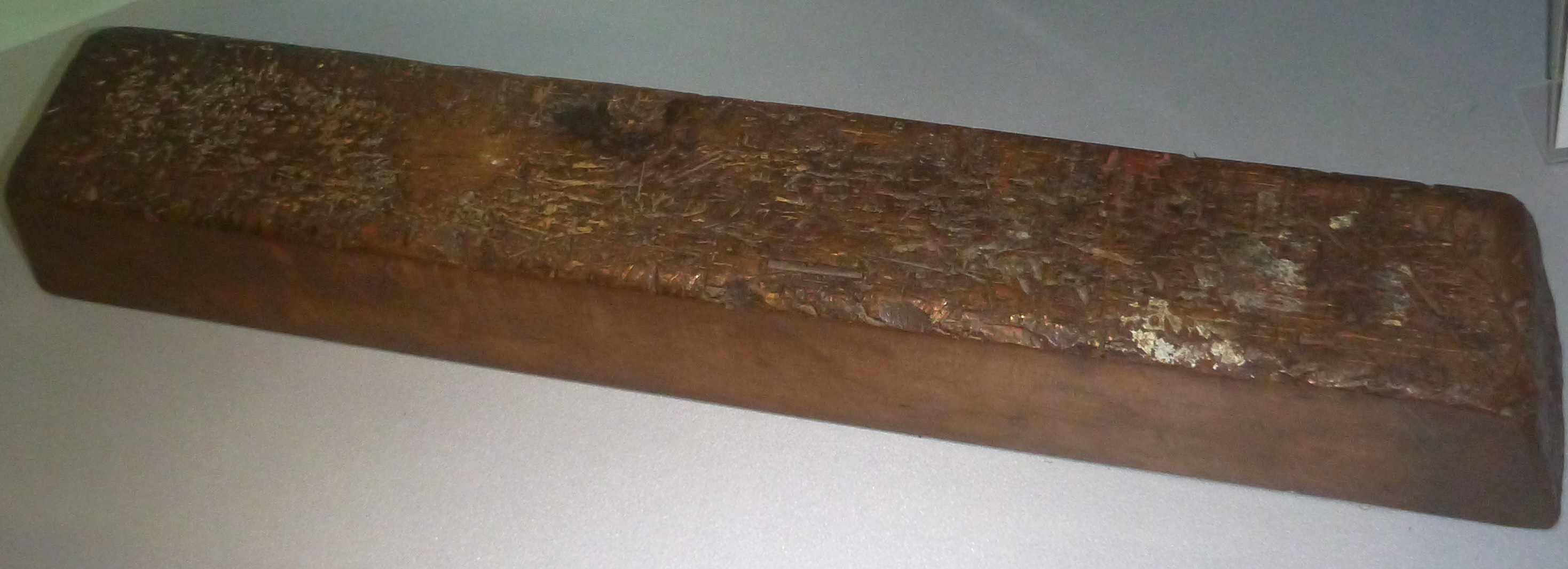
Вайербарс производства «ПМЭЗ» 1945 года